# Kajsa Norman
Kajsa Norman, född 1979, är en svensk journalist och författare baserad i Denver, USA.

## Biografi
Norman är född i Mönsterås men uppvuxen i Hudiksvall och Sundsvall. Hon har läst journalistik vid Mittuniversitetet, i Helsingfors och vid Stanford, samt har en magisterutbildning i företagsekonomi från Gävle högskola. Hon har bland annat varit reporter vid Hudiksvalls tidning 2001, Aftonbladet 2002, The Buenos Aires Herald 2002, PC World 2008 och krönikör i tidningen Fokus.
Kajsa Norman gjorde sin värnpliktstjänstgöring vid Värnpliktsnytt 2003–2004 och har varit pressofficer för Försvarsmakten i Afghanistan 2012–2013 samt vikarierande pressofficer för det svenska FN-förbandet i Mali 2016.

## Mottagande
Kajsa Normans bok Bron över Blood River beskrevs i Expressen av Ulrika Knutson som "modig, kunnig, spännande och pedagogisk". Hennes bok En alldeles svensk historia (2019) beskrevs i ETC av Kajsa Ekis Ekman att den "innehåller precis samma överdrifter, sensationalism och glorifierande av extremhögern som hennes tidigare verk", medan Svenska Dagbladet med Per Gudmundson tyckte att Norman lyckats med ambitionen att spåra den svenska mentaliteten bakåt i historien. "I hennes ögon är det samma skygglappsmoral som gjorde tvångssteriliseringarna möjliga, som gör att vi kan framhäva oss som världens mest jämställda land men blunda för den utbrytande sexualbrottsepidemin".